# Jan Stráský
Jan Stráský (24. prosince 1940 Plzeň – 6. listopadu 2019 Praha) byl český politik, v roce 1992 poslední předseda vlády Československa (z titulu funkce vykonával po rezignaci Václava Havla také některé pravomoci prezidenta republiky) a poslanec České národní rady, pak český ministr dopravy (1993–1995) a zdravotnictví (1995–1998), poslanec Poslanecké sněmovny, do roku 1998 člen ODS, pak politik Unie svobody. V letech 2006–2014 byl předsedou Klubu českých turistů a 2011–2012 také prozatímním ředitelem správy Národního parku Šumava.

## Osobní a profesní život
V roce 1958 absolvoval obchodní akademii v Plzni a začal pracovat ve Státní bance československé na pobočce v Blovicích, Plzni, později na ústředí v Praze a na pobočce v Praze 1. Ve státní bance působil až do roku 1990, při svém působení v Praze sdílel kancelář s Václavem Klausem, kde se z nich stali blízcí přátelé (Klaus např. šel Stráskému za svědka na svatbě). V letech 1990–1991 byl náměstkem generálního ředitele Komerční banky.
Jan Stráský studoval v letech 1963–1970 filosofii a politickou ekonomii na Filozofické fakultě UK. Od roku 1964 byl členem KSČ, v roce 1969 ze strany vystoupil a v roce 1970 byl dodatečně vyloučen.
Po roce 1985 navázal kontakty s disentem, v říjnu 1988 byl zadržen a StB u něj v bytě hledala protistátní letáky.
Byl dvakrát ženatý, s první manželkou Růženou měl syna a dceru, s druhou manželkou Boženou, rozenou Kuklovou, měl syna.
Při příležitosti 70. narozenin v prosinci 2010 převzal na Pražském hradě Stříbrnou plaketu prezidenta republiky.
Stráský byl celoživotním vášnivým turistou. Ještě v roce 2015 chodil okolo 600 km ročně. V roce 2016 ho zasáhla mozková příhoda, po které už se nemohl turistice aktivně věnovat.
Zemřel dne 6. listopadu 2019 ve věku 78 let v domově pro seniory v Praze-Štěrboholích. Poslední rozloučení se uskutečnilo v pondělí 18. listopadu v pietní síni v Prachaticích.
Podle Klause byl Stráský „životní systematik, který si vše zapisoval“ a který „i spánek považoval za ztrátu času“ (snažil se spát např. pouze čtyři hodiny denně). Byl také silným kuřákem a když sdílel kancelář s nekuřákem Klausem, museli prý sepsat „složitá pravidla“ tak, aby Stráský Klause svým kouřením neobtěžoval.
Kromě Klause se znal i s Milošem Zemanem, se kterým se potkával každý pátek na ekonomických seminářích. U příležitosti svých 75. narozenin Stráský řekl, že Klaus a Zeman jsou jediní dva přátelé, kteří mu z politiky zůstali.
V bance se seznámil také se svou druhou ženou a Karlem Kullem, zakladatelem pochodu Praha–Prčice, který ho přivedl k organizovaným turistickým akcím.

## Politická kariéra
Během svého působení v Komerční bance byl externím poradcem předsedy vlády ČR. Od května 1991 do července 1992 byl místopředsedou vlády ČR a zároveň předsedou Hospodářské rady vlády ČR. V roce 1991 se stal zakládajícím členem ODS, 3. kongres ODS v listopadu 1992 ho zvolil místopředsedou občanských demokratů. V místopředsednické funkci setrval do prosince 1997.
Po volbách v roce 1992 se podílel na státoprávních vyjednáváních se slovenskou stranou a stal se předsedou poslední československé vlády, který byl zároveň pověřený řízením federálního ministerstva zahraničního obchodu. Od 20. července do konce roku 1992 vykonával i pravomoci prezidenta republiky. 30.12.1992 byl usnesením předsednictva ČNR číslo 321 jmenován ministrem dopravy vznikající České republiky a v říjnu 1995 ministrem zdravotnictví.
Ve volbách v roce 1992 byl zvolen za ODS do České národní rady (volební obvod Východočeský kraj). Od vzniku samostatné České republiky v lednu 1993 byla ČNR transformována na Poslaneckou sněmovnu Parlamentu České republiky. Zde obhájil mandát ve volbách v roce 1996.
V lednu 1998 vystoupil z ODS a vstoupil do Unie svobody. Později opustil politiku, od roku 1998 byl v důchodu. Od ledna 2001 pracoval jako ředitel Krajského úřadu Jihočeského kraje, kde však na konci roku 2006 skončil.
V období 1. dubna 1993 až 30. června 1993 vykonával funkci zmocněnce vlády pro řízení Českých drah. (Jmenován vládou dne 30. března 1993).

## Turistika

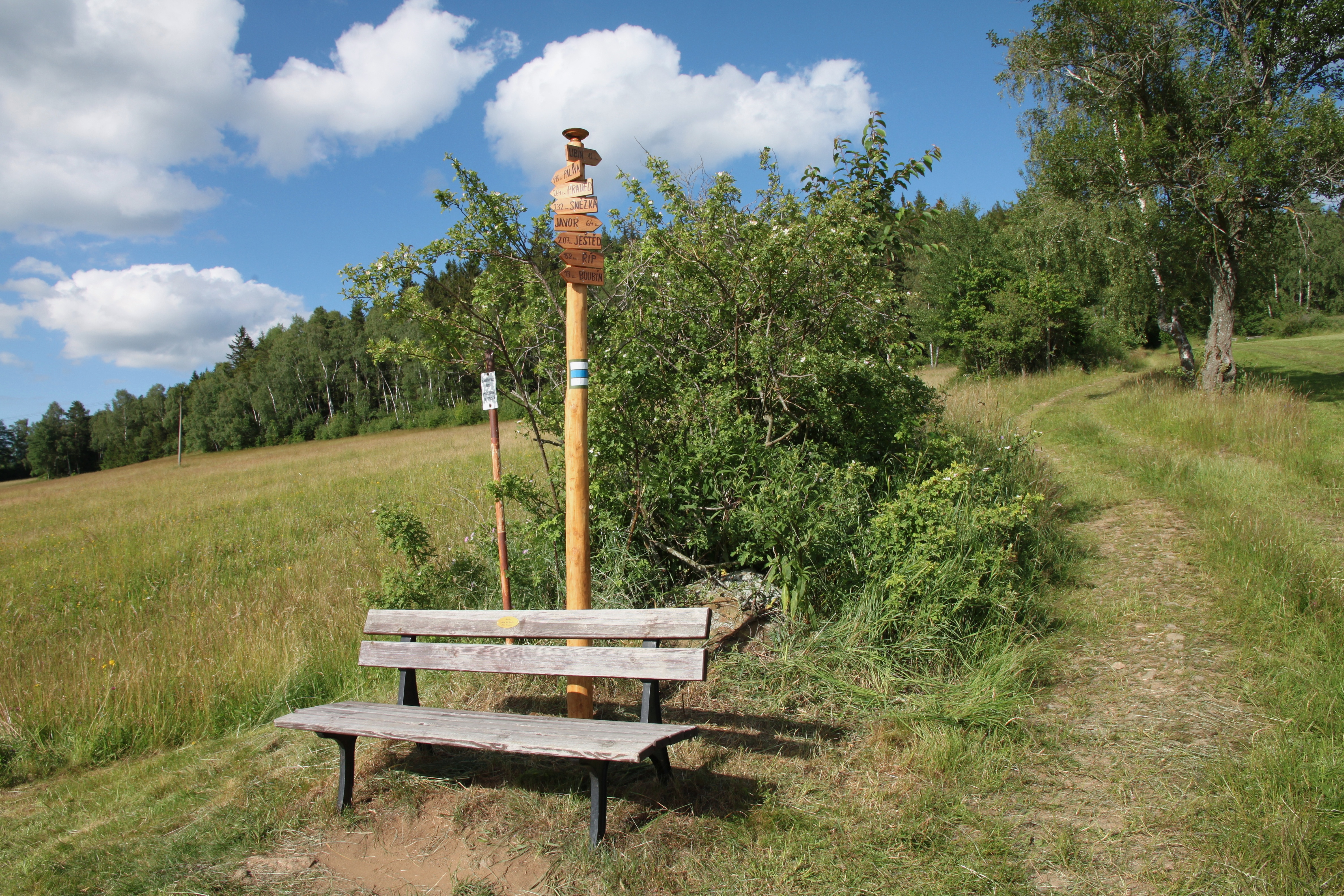
Lavička Jana Stráského s výhledem na Boubín a Bobík na Šumavě

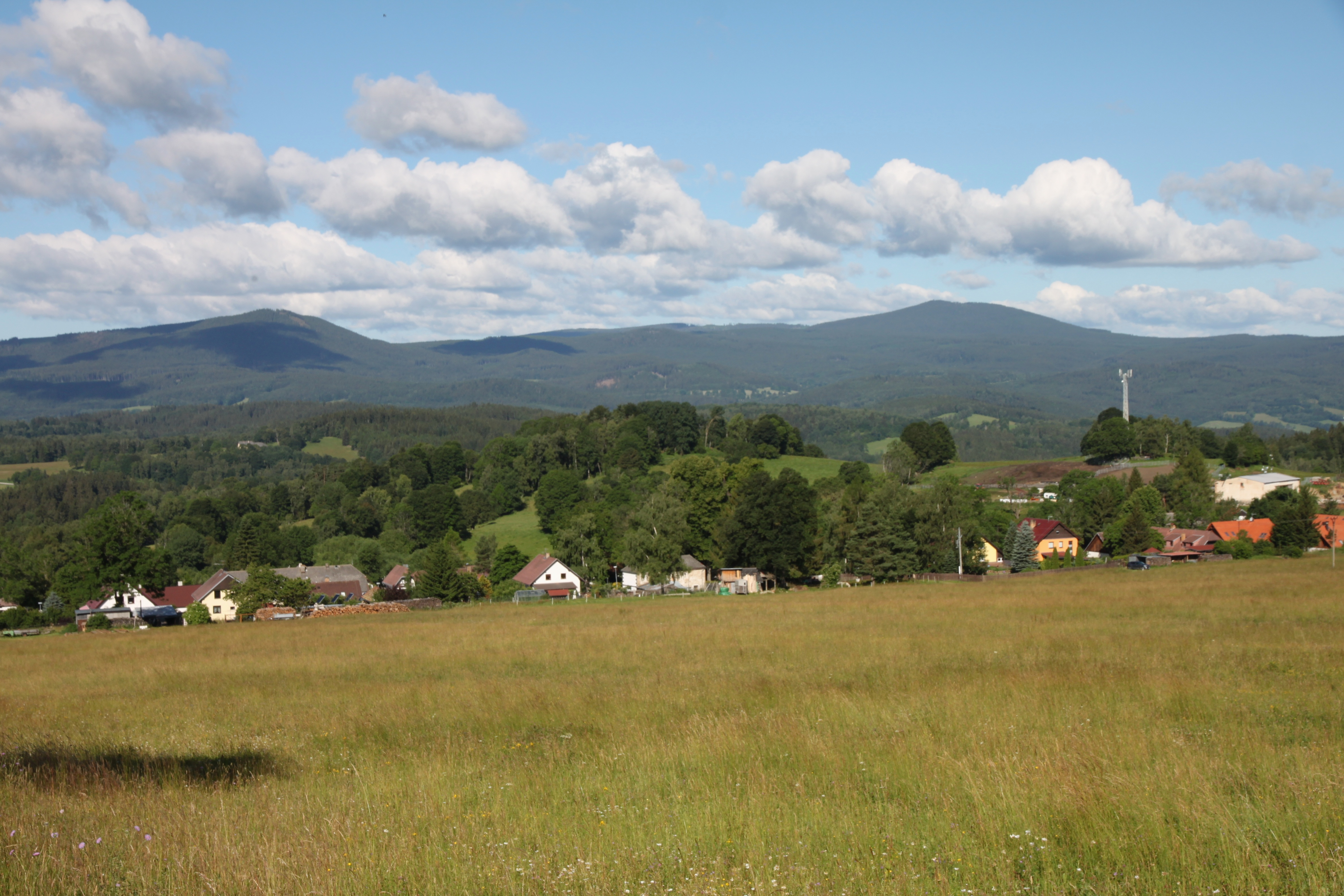
Výhled z lavičky Jana Stráského (vlevo Bobík, vpravo Boubín, dole Libínské Sedlo)

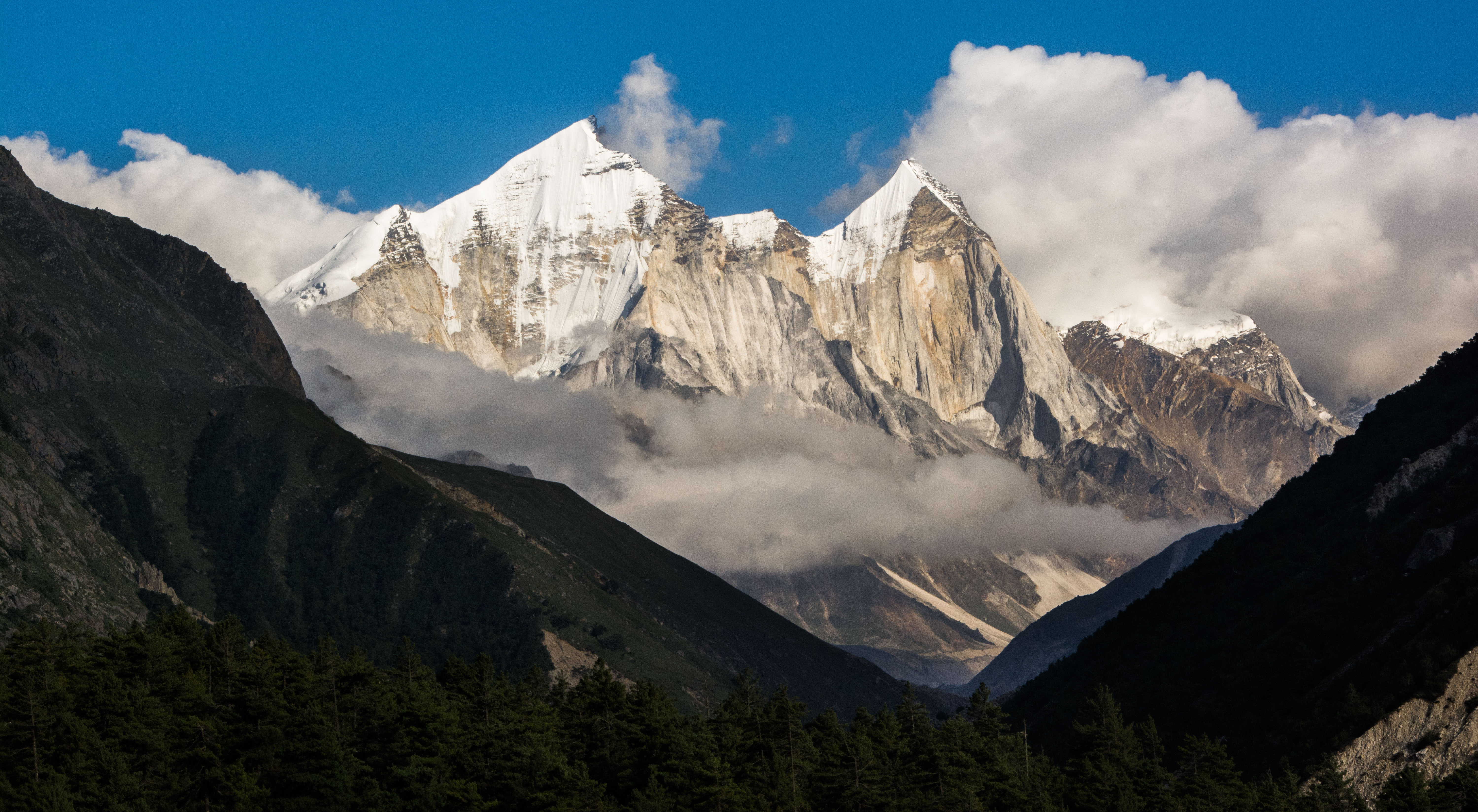
Masiv Bhagirathi

Stráský byl vášnivým a zdatným turistou. Láska k turistice se u něj zrodila již v dětství. Poháněla ho touha poznat okolí jeho plzeňského bydliště. Kreslil si i vlastní mapu v měřítku 1 : 100 000, protože tištěné mapy v té době nebyly k dostání.
V mládí se u něj též zrodila touha projít všechny značené turistické trasy v Československu. Později pochopil, že to není zcela možné, protože trasy se každý rok kvůli změnám v krajině mění. I tak ale podle svých slov prošel zhruba 96% značených cest v Česku a 60% na Slovensku. Navštívil také prý všechny české hrady, kláštery, většinu zřícenin a dvě třetiny zámků.
Stráský zastával názor, že chce-li člověk poznat svět, musí napřed znát svůj domov. Za primární způsob poznávání krajiny považoval pěší chůzi – např. na kole je člověk rychlejší, ale méně toho zaregistruje. Jezdil také na motocyklu, ale ten považoval pouze za prostředek přesunu k určitému místu, které člověk opět musí prozkoumat pěšky.
Na motocyklu se také podíval do zahraničí. V 60. letech si splnil svůj sen vidět moře i poušť. Moře poprvé viděl v roce 1966 v Jugoslávii a v roce 1969 dojel s manželkou na tandemu až na Saharu.
V rámci TJ Banka Praha (tehdy pod názvem Slovan SBČS) se podílel na organizování mnoha turistických i horolezeckých akcí v Československu i zahraničí. V roce 1975 zde založil horolezecký oddíl, jehož byl tajemníkem. Stráský se staral o administraci a ekonomickou stránku oddílu a také o skříňovou Avii, kterou často i řídil. V roce 1979 byl součástí oddílové expedice do garhválského Himálaje, v rámci níž 1. října vystoupil na vrchol Bhagirathi II (6512 m n. m.).
V roce 1987 koupil pro TJ Banka Praha budovu bývalé školy v Libínském Sedle a významným způsobem se zasloužil o její přestavbu na turistickou chatu.
Stráský se zúčastnil skoro všech ročníků pochodu Praha–Prčice, které se za jeho života konaly. Poprvé šel již v roce 1968 a později se podílel i na organizaci pochodu. Nejdelší 70 km trasu šel sedmnáctkrát. Během této trasy byl schopný vykouřit i dvě krabičky svých oblíbených cigaret Start. Když se mu narodil syn, chodil i s kočárkem 50 km trasu. S narozením dalších dětí musel podle svých slov volit stále kratší trasy.
Kromě cigaret holdoval Stráský i plzeňskému pivu. Podle Klause byly některé Stráského výkony vzhledem k jeho životosprávě pozoruhodné. Během 24hodinového pochodu kolem Dobříše údajně dokázal ujít 163 km. Za týden také prošel s batohem na zádech Českou republiku od východu na západ. Z Libínského Sedla, kde později žil, chodil pěšky do Prahy. Tuto vzdálenost ušel za 36 hodin.
Stráský přesto nepovažoval turistiku za sport. Základní motivací k provozování turistiky je podle Stráského zvídavost a touha poznat nová místa, nikoli samotný fyzický výkon.
V roce 2006 se stal jako dlouholetý člen předsednictva Klubu českých turistů předsedou této organizace. Funkci zastával do dubna 2014.
V roce 2008 byla vydána Stráského kniha Turistův rok (ISBN 978-80-7309-462-1), která obsahuje 52 tipů na výlety po ČR. V roce 2010 vyšla jeho kniha Přehrady Čech, Moravy a Slezska (ISBN 978-80-86660-31-8), která obsahuje přehled nejvýznamnějších vodních děl v ČR a 101 možných výletů v jejich okolí.
Stráského celoživotní láskou byla Šumava, na kterou jezdil pravidelně již od 50. let. Na jeho paměť byla v roce 2020 pojmenována lavička na louce při modré turistické značce z Libínského Sedla na Libín, na níž sedával, lavičkou Jana Stráského.

## Působení v NP Šumava
Dne 14. února 2011 byl jmenován prozatímním ředitelem NP Šumava. Za své aktivity v této funkci byl oceněn anticenou Ropák roku 2011. Zároveň získal také cenu Zelená perla 2011 za výrok: „Zákon je dodržován tím, že bude neustále porušován, ale jeho porušování bude kryto jím umožněnými výjimkami.“

### Porušení zákona a trestní oznámení
V roce 2011 jako ředitel Národního parku Šumava vědomě porušil zákon, když svým podřízeným nařídil použít proti kůrovci chemické postřiky, ačkoli to zákon o ochraně přírody a krajiny v chráněných územích zakazuje. Česká inspekce životního prostředí oznámila, že vedení parku porušilo zákon a zahájilo s ním správní řízení o pokutě, která má horní sazbu 2 miliony korun. V květnu 2012 uvedl internetový portál Česká pozice, že na Stráského jsou za jeho činnosti ve funkci ředitele Národního parku Šumava podána čtyři trestní oznámení.